# Folketingsvalet 2022
Folketingsvalet i Danmark 2022 hölls den 31 oktober och 1 november 2022 och avsåg val av Folketingets samtliga 179 ledamöter. 175 ledamöter valdes på fastlandet i Danmark, medan två ledamöter valdes i riksdelen Grönland och två i riksdelen Färöarna. Valet hölls efter att den socialdemokratiska statsministern Mette Frederiksen utlyst nyval den 5 oktober 2022.
Valresultatet ledde fram till att den socialdemokratiska minoritetsregeringen Frederiksen I, som stötts av Radikale Venstre, Socialistisk Folkeparti och Enhedslisten, avgick. I enlighet med sitt vallöfte bildade sedan Mette Frederiksen en ny, blocköverskridande koalitionsregering, Frederiksen II, bestående av Socialdemokratiet, Venstre och Moderaterne. Den nya regeringen är formellt en minoritetsregering, men når majoritet med stöd av partier från Färöarna och Grönland.

## Bakgrund
Folketingsval i Danmark ska hållas senast fyra år efter föregående folketingsval, vilket skulle varit 4 juni 2023. Enligt fjärde kapitlet i den danska grundlagen väljer statschefen formellt när valet ska hållas; i realiteten är det dock den sittande statsministern som beslutar när valet ska hållas. Den 5 oktober meddelade Frederiksen att nyval skulle hållas den 1 november 2022. Den 8 oktober beslutade Folketinget, på begäran av Färöarnas lagman Bárður á Steig Nielsen, att riksdelen Färöarna skulle hålla val redan den 31 oktober, med anledning av att den 1 november alltid är en nationell sorgedag till minne av dem som omkommer till sjöss.
Beskedet om nyval kom efter att Frederiksen under en längre tid hotats med en misstroendeförklaring av regeringens stödparti Radikale Venstre. Bakgrunden till det bristande förtroendet kopplas framför allt samman med den så kallade minkaffären (danska: minksagen), där regeringen Frederiksen I i november 2020 beslutade att avliva samtliga Danmarks minkar för att minska risken för spridning av coronaviruset. Det visade sig dock redan samma vecka att regeringen saknade lagstöd för åtgärden. Efter en omfattande politisk diskussion tillsattes en särskild granskningskommission. Efter att granskningen avslutats i juni 2022 kritiserade kommissionen och Folketinget regeringen som helhet, statsministern, livsmedelsministern, rikspolischefen samt tre chefstjänstemän i regeringskansliet. Kritiken avsåg bland annat grovt vilseledande av allmänheten, tjänstefel som bör leda till ansvarsutkrävande, lämnande av felaktiga uppgifter till Folketinget och brott mot legalitetsprincipen. I juli 2022 lät Radikale Venstres partiledare Sofie Carsten Nielsen att partiets förtroende var förbrukat, och att om statsministern inte själv utlyste nyval skulle Radikale ta upp frågan om misstroende i Folketinget.

## Mandatfördelning före valet
I folketingsvalet 2019 fick det "röda blocket" majoritet. Efter ett par veckors regeringsförhandlingar bildades en enpartiregering bestående av Socialdemokratiet som hade ett avtalsmässigt samarbete med Radikale Venstre, Enhedslisten och Socialistisk Folkeparti. Inför Folketingets öppnande 4 oktober, hade Radikale Venstre ställt ultimatum att statsministern skulle utlysa nytt val eller så skulle partiet starta en process mot misstroendeomröstning. Detta skedde mot bakgrund av den så kallade "Minkskandalen", där regeringen hade gett tillstånd att avliva miljontals danska minkar för att stoppa spridning av COVID-19 under 2020. Beslutet visade sig dock sakna lagstöd, och ledde till att regeringen Frederiksen I fick mycket kritik.

### Politiska partier i Folketinget inför valet
Två mandat från Färöarna respektive Grönland tillkommer.
|  | Socialdemokraterne           | A | Mette Frederiksen     | center-vänster | socialdemokrati                        | 48 / 179 | 49 / 179 |
|  | Venstre                      | V | Jakob Ellemann-Jensen | center-höger   | liberalkonservatism, agrarianism       | 43 / 179 | 39 / 179 |
|  | Dansk Folkeparti             | O | Morten Messerschmidt  | höger          | nationalkonservatism, högerpopulism    | 16 / 179 | 6 / 179  |
|  | Det Radikale Venstre         | B | Sofie Carsten Nielsen | center-vänster | socialliberalism                       | 16 / 179 | 14 / 179 |
|  | Socialistisk Folkeparti      | F | Pia Olsen Dyhr        | vänster        | demokratisk socialism, ekosocialism    | 14 / 179 | 15 / 179 |
|  | Enhedslisten – De Rød-Grønne | Ø | Kollektivt ledarskap  | vänster        | demokratisk socialism                  | 13 / 179 | 13 / 179 |
|  | Konservative Folkeparti      | C | Søren Pape Poulsen    | center-höger   | liberalkonservatism, konservatism      | 12 / 179 | 13 / 179 |
|  | Alternative                  | Å | Franciska Rosenkilde  | center-vänster | grön ideologi                          | 5 / 179  | 2 / 179  |
|  | Nye Borgerlige               | D | Pernille Vermund      | höger          | nationalkonservatism, anti-immigration | 4 / 179  | 4 / 179  |
|  | Liberal Alliance             | I | Alex Vanopslagh       | höger          | liberalism                             | 4 / 179  | 3 / 179  |
|  | Frie Grønne                  | Q | Sikandar Siddique     | center-vänster | Grön politik, anti-rasism              |          | 2 / 179  |
|  | Kristendemokraterne          | K | Marianne Karlsmose    | höger          | Kristdemokrati                         | 0 / 179  | 0 / 179  |
|  | Moderaterne                  | M | Lars Løkke Rasmussen  | center         | Liberalism, centrism                   |          | 1 / 179  |
|  | Danmarksdemokraterne         | Æ | Inger Støjberg        | höger          | högerpopulism, anti-immigration        |          | 8 / 179  |
|  | Partilösa                    | - | -                     | -              | -                                      |          | 6 / 179  |

## Resultat
| Partier                                                  | Partier                                                                         | Ledare                                                   | Röster                | %                     | Mandat                | +/−                   |                       |
| Danmark (175 platser)                                    | Danmark (175 platser)                                                           | Danmark (175 platser)                                    | Danmark (175 platser) | Danmark (175 platser) | Danmark (175 platser) | Danmark (175 platser) | Danmark (175 platser) |
| -------------------------------------------------------- | ------------------------------------------------------------------------------- | -------------------------------------------------------- | --------------------- | --------------------- | --------------------- | --------------------- | --------------------- |
|                                                          | Socialdemokraterne (A)                                                          | Mette Frederiksen                                        | 971 995               | 27,50%                | 50                    | +2                    |                       |
|                                                          | Venstre (V)                                                                     | Jakob Ellemann-Jensen                                    | 470 546               | 13,31%                | 23                    | -20                   |                       |
|                                                          | Moderaterne (M)                                                                 | Lars Løkke Rasmussen                                     | 327 699               | 9,27%                 | 16                    | nytt                  |                       |
|                                                          | Socialistisk Folkeparti (F)                                                     | Pia Olsen Dyhr                                           | 293 186               | 8,30%                 | 15                    | +1                    |                       |
|                                                          | Danmarksdemokraterne (Æ)                                                        | Inger Støjberg                                           | 286 796               | 8,12%                 | 14                    | nytt                  |                       |
|                                                          | Liberal Alliance (I)                                                            | Alex Vanopslagh                                          | 278 656               | 7,88%                 | 14                    | +10                   |                       |
|                                                          | Det Konservative Folkeparti (C)                                                 | Søren Pape Poulsen                                       | 194 820               | 5,51%                 | 10                    | -2                    |                       |
|                                                          | Enhedslisten (De Rød-Grønne) (Ø)                                                | Kollektivt ledarskap                                     | 181 452               | 5,14%                 | 9                     | -4                    |                       |
|                                                          | Radikale Venstre (B)                                                            | Sofie Carsten Nielsen                                    | 133 931               | 3,79%                 | 7                     | -9                    |                       |
|                                                          | Nye Borgerlige (D)                                                              | Pernille Vermund                                         | 129 524               | 3,67%                 | 6                     | +2                    |                       |
|                                                          | Alternativet (Å)                                                                | Franciska Rosenkilde                                     | 117 567               | 3,33%                 | 6                     | +1                    |                       |
|                                                          | Dansk Folkeparti (O)                                                            | Morten Messerschmidt                                     | 93 428                | 2,64%                 | 5                     | -11                   |                       |
|                                                          | Frie Grønne (Q)                                                                 | Sikandar Siddique                                        | 31 787                | 0,90%                 | 0                     | -                     |                       |
|                                                          | Kristendemokraterne (K)                                                         | Marianne Karlsmose                                       | 18 276                | 0,52%                 | 0                     | -                     |                       |
|                                                          | Obundna kandidater                                                              | Obundna kandidater                                       | 4 288                 | 0,12%                 | -                     | -                     |                       |
|                                                          |                                                                                 |                                                          |                       |                       |                       |                       |                       |
|                                                          | Det röda blocket (A, F, Ø, B, Å) + Javnaðarflokkurin, Siumut, Inuit Ataqatigiit | Mette Frederiksen                                        | 1 698 131             | 48,06%                | 90                    |                       |                       |
|                                                          | Det blå blocket (V, Æ, I, C, D, O) + Sambandsflokkurin                          | Jakob Ellemann-Jensen                                    | 1 453 770             | 41,13%                | 73                    |                       |                       |
|                                                          | Moderaterne (M)                                                                 | Lars Løkke Rasmussen                                     | 327 699               | 9,27%                 | 16                    |                       |                       |
|                                                          |                                                                                 |                                                          |                       |                       |                       |                       |                       |
| Total antal giltiga röster (98,36% av alla lagda röster) | Total antal giltiga röster (98,36% av alla lagda röster)                        | Total antal giltiga röster (98,36% av alla lagda röster) | 3 533 951             | 100,0%                | 175                   |                       |                       |
|                                                          |                                                                                 |                                                          |                       |                       |                       |                       |                       |
| Total antal ogiltiga röster (0,35% av alla lagda röster) | Total antal ogiltiga röster (0,35% av alla lagda röster)                        | Total antal ogiltiga röster (0,35% av alla lagda röster) | 12 599                |                       |                       |                       |                       |
|                                                          |                                                                                 |                                                          |                       |                       |                       |                       |                       |
| Total antal blanka röster (1,29% av alla lagda röster)   | Total antal blanka röster (1,29% av alla lagda röster)                          | Total antal blanka röster (1,29% av alla lagda röster)   | 46 272                |                       |                       |                       |                       |
|                                                          |                                                                                 |                                                          |                       |                       |                       |                       |                       |
| Total antal lagda röster (Valdeltagande: 84,16%)         | Total antal lagda röster (Valdeltagande: 84,16%)                                | Total antal lagda röster (Valdeltagande: 84,16%)         | 3 592 822             |                       |                       |                       |                       |
| Färöarna (2 platser)                                     |                                                                                 |                                                          |                       |                       |                       |                       |                       |
|                                                          | Sambandsflokkurin (B)                                                           |                                                          | 8 198                 | 30,19%                | 1                     | -                     |                       |
|                                                          | Javnaðarflokkurin (C)                                                           |                                                          | 7 659                 | 28,20%                | 1                     | -                     |                       |
|                                                          | Tjóðveldi (E)                                                                   |                                                          | 4 927                 | 18,14%                | -                     | -                     |                       |
|                                                          | Fólkaflokkurin (A)                                                              |                                                          | 4 222                 | 15,55%                | -                     | -                     |                       |
|                                                          | Miðflokkurin (H)                                                                |                                                          | 1 217                 | 4,48%                 | -                     | -                     |                       |
|                                                          | Framsókn (F)                                                                    |                                                          | 936                   | 3,45%                 | -                     | -                     |                       |
|                                                          |                                                                                 |                                                          |                       |                       |                       |                       |                       |
| Total antal giltiga röster (99,20% av alla lagda röster) | Total antal giltiga röster (99,20% av alla lagda röster)                        | Total antal giltiga röster (99,20% av alla lagda röster) | 27 159                | 100,0%                | 2                     |                       |                       |
| Total antal ogiltiga röster (0,27% av alla lagda röster) | Total antal ogiltiga röster (0,27% av alla lagda röster)                        | Total antal ogiltiga röster (0,27% av alla lagda röster) | 73                    |                       |                       |                       |                       |
|                                                          |                                                                                 |                                                          |                       |                       |                       |                       |                       |
| Total antal blanka röster (0,53% av alla lagda röster)   | Total antal blanka röster (0,53% av alla lagda röster)                          | Total antal blanka röster (0,53% av alla lagda röster)   | 146                   |                       |                       |                       |                       |
|                                                          |                                                                                 |                                                          |                       |                       |                       |                       |                       |
| Total antal lagda röster (Valdeltagande: 71,32%)         | Total antal lagda röster (Valdeltagande: 71,32%)                                | Total antal lagda röster (Valdeltagande: 71,32%)         | 27 378                |                       |                       |                       |                       |
| Grönland (2 platser)                                     |                                                                                 |                                                          |                       |                       |                       |                       |                       |
|                                                          | Siumut                                                                          |                                                          | 7 424                 | 38,58%                | 1                     | -                     |                       |
|                                                          | Inuit Ataqatigiit                                                               |                                                          | 4 852                 | 25,21%                | 1                     | -                     |                       |
|                                                          | Demokraatit                                                                     |                                                          | 3 656                 | 19,00%                | -                     | -                     |                       |
|                                                          | Partii Naleraq                                                                  |                                                          | 2 416                 | 12,55%                | -                     | -                     |                       |
|                                                          | Atassut                                                                         |                                                          | 720                   | 3,74%                 | -                     | -                     |                       |
|                                                          | Suleqatigiissitsisut                                                            |                                                          | 176                   | 0,91%                 | -                     | -                     |                       |
|                                                          |                                                                                 |                                                          |                       |                       |                       |                       |                       |
| Total antal giltiga röster (97,52% av alla lagda röster) | Total antal giltiga röster (97,52% av alla lagda röster)                        | Total antal giltiga röster (97,52% av alla lagda röster) | 19 244                | 100,0%                | 2                     |                       |                       |
|                                                          |                                                                                 |                                                          |                       |                       |                       |                       |                       |
| Total antal ogiltiga röster (1,00% av alla lagda röster) | Total antal ogiltiga röster (1,00% av alla lagda röster)                        | Total antal ogiltiga röster (1,00% av alla lagda röster) | 197                   |                       |                       |                       |                       |
|                                                          |                                                                                 |                                                          |                       |                       |                       |                       |                       |
| Total antal blanka röster (1,48% av alla lagda röster)   | Total antal blanka röster (1,48% av alla lagda röster)                          | Total antal blanka röster (1,48% av alla lagda röster)   | 293                   |                       |                       |                       |                       |
|                                                          |                                                                                 |                                                          |                       |                       |                       |                       |                       |
| Total antal lagda röster (Valdeltagande: 47,78%)         | Total antal lagda röster (Valdeltagande: 47,78%)                                | Total antal lagda röster (Valdeltagande: 47,78%)         | 19 734                |                       |                       |                       |                       |